# Bibio zhaoi
Bibio zhaoi är en tvåvingeart som beskrevs av Li och Yang 2001. Bibio zhaoi ingår i släktet Bibio och familjen hårmyggor. Inga underarter finns listade i Catalogue of Life.